# Öffentliche Bücherei – Anna Seghers
Die Öffentliche Bücherei – Anna Seghers ist die zentrale öffentliche Bibliothek der Stadt Mainz. Sie besteht aus der zentralen Bibliothek in der Mainzer Neustadt, der ebenfalls dort befindlichen Musikbibliothek und mehreren ausgelagerten Stadtteilbibliotheken. Sie ist organisatorisch mit der Wissenschaftlichen Stadtbibliothek Mainz verbunden. Beide Bibliotheken ergänzen sich, sprechen aber mit ihren Beständen und Angeboten unterschiedliche Lesergruppen an. Zusammen bilden sie als „Bibliotheken der Stadt Mainz“ ein umfangreiches Bibliothekssystem.

## Geschichte
Während die Anfänge der Wissenschaftlichen Stadtbibliothek bis zur Gründung der Universität Mainz im Jahr 1477 zurückgehen, wurde erste Schritte hin zu einer Volksbücherei erst zu Beginn des 20. Jahrhunderts unternommen. 1911 wurde in der Stadtbibliothek ein kleiner Bereich abgegrenzt, der populärwissenschaftliche Literatur und Belletristik anbot. Da das Angebot von der Mainzer Bevölkerung gut angenommen wurde, baute man es im kleinen Stil weiter aus. Mitten im 2. Weltkrieg, 1940/1941, gliederte die Stadt Mainz die Gemeindebüchereien der Mainzer Vororte Gonsenheim und Weisenau in den Bestand ein. Die gilt als der Beginn einer eigenständigen Volksbücherei, die nun zusätzlich und neben der wissenschaftlich orientierten Stadtbibliothek unter einer Leitung, der des Bibliotheksdirektors Aloys Ruppel, bestand. In der Schillerstraße wurde dazu eine kleine Volksbücherei eingerichtet.
Bei dem großen Bombenangriff am 27. Februar 1945 wurde die Volksbücherei am Schillerplatz vollkommen zerstört. Bei den folgenden Bränden gingen auch bei Aloys Ruppel privat gelagerte Bestände von durch die Nationalsozialisten verbotene Bücher, die er so vor Verbrennung und Vernichtung schützte, im Feuer verloren. Ende 1945 konnte der Bibliotheksbetrieb aber schon wieder aufgenommen werden. 1947 wurde eine Städtische Bücherhalle im Haus am Dom eingerichtet. Bis zum Anfang der 1970er Jahre wechselte der Standort der zentralen Volskbücherei mehrfach und Stadtteilbüchereien wurden eingerichtet.
1973 wurde die Volksbücherei in Öffentliche Bücherei der Stadt Mainz umbenannt. Sie fand ihren Standort in angemieteten Räumen in einem Privathaus in der Parcusstraße. Kinder- und Jugendbücherei waren bereits ausgelagert und im Haus der Jugend ansässig. 1980 konnte im neugebauten Bonifaziuszentrum in der Mainzer Neustadt die Zentrale der Öffentlichen Bücherei eröffnet werden. Hier fand nun auch die Kinder- und Jugendbücherei ihren Platz. 1981 kam eine Musikbibliothek hinzu. Grundstein dafür war eine Spende von Ludwig Strecker, Seniorchef des Mainzer Musikverlags Schott, anlässlich seines 95. Geburtstags 1978.
1985 wurde der Name von „Öffentliche Bücherei der Stadt Mainz“ in den heute gültigen Namen „Öffentliche Bücherei - Anna Seghers“ umbenannt. Anna Seghers wurde 1900 als Annette (Netti) Reiling in Mainz geboren. Sie war Schriftstellerin, ihr bekanntestes Buch, Das siebte Kreuz, wurde in verschiedenen Sprachen aufgelegt und mehrfach verfilmt. Als Jüdin und bekennende Kommunistin wurden ihre Bücher ab 1933 verboten und verbrannt und sie musste ins Exil gehen. 1981 verlieh ihr die Stadt Mainz die Ehrenbürgerwürde.
1994 wurde die Mainzer Bibliotheksgesellschaft als Förderverein aller Bibliotheken der Stadt Mainz gegründet. Zu Beginn der 2000er Jahre stellt die Öffentliche Bücherei – Anna Seghers sukzessive auf neue Techniken um. Ein Online-Katalogsystem wurde bereits in den 1990er Jahren etabliert, für die Literaturrecherche und Arbeit in der Bibliothek werden nun Computer und Internetarbeitsplätze bereitgestellt. Gleichzeitig wird der Bestand an digitalen Medien beständig aufgebaut. Auch ist die Bibliothek nun mit einem Auftritt im World Wide Web vertreten.
Da die hochverschuldete Stadt Mainz 2012 finanzielle Mittel für den Betrieb der Bibliotheken stark kürzt, fokussiert sich die Öffentliche Bücherei – Anna Seghers nun auf das Angebot von Regionalliteratur aus und über Mainz und Rheinhessen.

## Medienangebot
Die Öffentliche Bücherei – Anna Seghers bietet den Benutzern aller Altersklassen vor Ort in der Zentrale Sachliteratur, Belletristik, Noten, Filme, Zeitschriften, Hörbücher, Großdruckbücher und Musik-CDs an. E-Books, E-Learning-Angebote, digitale Hörbücher sowie digital vorhandene Zeitschriften und Zeitungen werden über eine Kooperation mit dem Onleihe-Projekt (Onleihe Rheinland-Pfalz) angeboten. Für Kinder im Kindergartenalter oder in den ersten Klassenstufen gibt es eigene Angebote zur Sprach- und Leseförderung und ein vermehrtes Angebot in den Stadtteilbüchereien. Für Schulen (ab der 8. Klasse) gibt es eine LernBar. Diese umfasst Arbeitsplätze, Lernhilfen zu Unterrichtsfächern sowie Computer, Laptops und Tablets zum Recherchieren und Arbeiten. Für an Demenz erkrankte Benutzer stellt die Bibliothek ein eigens zusammengestelltes Angebot zur Verfügung.
Durch die enge Verbindung mit der Wissenschaftlichen Stadtbibliothek bietet auch die Öffentliche Bücherei - Anna Seghers die Nutzung verschiedener Datenbanksysteme, Archive oder anderweitige digitale Dienstleistungen an. So unter anderem das Datenbank-Infosystem (DBIS), die Elektronische Zeitschriftenbibliothek (EZB), Munzinger-Archiv oder OverDrive Rheinland-Pfalz.

## Organisation
Die Zentrale der Öffentlichen Bücherei – Anna Seghers befindet sich am Bonifatiusplatz in der Mainzer Neustadt. In den Räumlichkeiten befinden sich die Angebote an Belletristik, Sachbücher, die Musikbibliothek, die Kinder- und Jugendabteilung sowie die LernBar, Lese-, Arbeits- und Rechercheplätze.
Stadtteilbüchereien mit einem beschränkten Angebot vor Ort, primär für Kinder im Vorschul- und Grundschulalter und Eltern, gibt es in Gonsenheim, Mombach, Lerchenberg und Weisenau.